# Jovan Koseski
Janez Vesel (12 septembre 1798 ; 26 mars 1884), connu sous son nom de plume Jovan Koseski, était un avocat et un poète slovène.

## Biographie
Jovan Vesel Koseski est né en 1798 dans la localité de Spodnje Koseze (commune de Lukovica). À cette époque, la région faisait toujours partie de l'empire d'Autriche-Hongrie (aujourd'hui la Slovénie). Le poète meurt en 1884 dans la ville de Trieste. Son poème, intitulé Slovenja (« Slovénie »), est connu pour contenir la première mention imprimée relative à la Slovénie.